# Jean Richer
Jean Richer, francoski astronom, * 1630, Francija, † 1696, Pariz.

## Življenje in delo
Leta 1666 so Richera izbrali v Francosko kraljevo akademijo znanosti (Académie Royale des sciences) ob njeni ustanovitvi.
Kot Picardov sodelavec je leta 1671 vodil odpravo v Cayenne v Francoski Gvajani povsem blizu ekvatorja. Tam je skrbno opazoval Mars, medtem ko je njegov predstojnik Cassini meril v Parizu. Meritvi sta skupaj dali prvo ustrezno paralakso Marsa z napako le 0,02 in predstavo o velikosti Osončja.
Richer je tudi nepričakovano odkril, da je nihalo v Cayennu počasnejše kot v Parizu, tako da je ura, ki bi v Parizu kazala prav, v Cayennu izgubila vsak dan poltretjo minuto. To odkritje, ki ga je leta 1682 potrdila še odprava, ki jo je Cassini poslal na Kapverdske otoke in na Antile, je imelo pomebno vlogo v poznejših razpravah o splošnem gravitacijskem zakonu. Richer je sklepal, da je v Cayennu težnost manjša, ker je ta kraj bolj oddaljen od zemeljskega središča. Hitrost nihanja se spreminja v skladu s težnostjo, ki nanj deluje. Če bi stal Cayenne na gori, bi to ne bilo presenetljivo, vendar leži ob morju. Zato je Newton menil, da je morska gladina blizu ekvatorja dlje od središča Zemlje kot v severnejših krajih. To ne bi držalo, če bi bila Zemlja okrogla. Njegova teorija je zahtevala, da je oblika Zemlje na tečajih sploščena, kar je ustrezalo Richerovemu odkritju. Leta 1687 je Newton navedel za sploščenost Zemlje na tečajih 1/230,0, kasneje pa d'Alembert leta 1797 1/334,0. Zdaj res vemo iz merjenj na Zemlji, da je polmer Zemlje pri ekvatorju večji za 21,4 km kot pri tečajih in sploščenost na tečajih 1/298,2 in celo iz merjenj z umetnimi zemeljskimi sateliti, da je polmer ob Severnem tečaju večji od polmera na Južnem tečaju za 30 m. Podobno je na Sveti Heleni to spoznal tudi Halley, ko je opazil da niha nihalo počasneje vrh gore kakor na obali.
Leta 1673 se je Richer po skoraj 2. letih vrnil v Pariz tako čaščen, da je zbudil Cassinijevo zavist. Ker je bil Richer ne le astronom, ampak tudi tehnik, je Cassini uredil, da so ga poslali na podeželje, gradit utrdbe. Ostanek življenja je Richer preživel pozabljen.
1. 1 2  data.bnf.fr: platforma za odprte podatke — 2011.
2. 1 2  MacTutor History of Mathematics archive — 1994.
3. ↑  Berry A. A Short History of Astronomy — London: John Murray, 1898.